# Uptown Records
Uptown Records est un label discographique américain, spécialisé dans le hip-hop et le RnB, situé à New York, dans l'État de New York. Il est fondé en 1986 par Andre Harrell. Il devient l'un des plus populaires labels du genre du début des années 1990 et produit des artistes comme Guy, Heavy D, Christopher Williams, Jodeci, Mary J. Blige, Father MC, Monifah, et Soul for Real.

## Histoire
Uptown Records est fondé en 1986 par Andre Harrell. Le label est racheté par MCA Records en 1987. Uptown est le point de départ de la carrière de Sean J. Combs, qui intègre le label comme stagiaire et qui devient plus tard un cadre dirigeant de la société. Combs joue un rôle important dans le développement de Jodeci puis signe et produit Mary J. Blige. Il est licencié de Uptown en 1993 et crée par la suite le label Bad Boy Records, entraînant avec lui The Notorious B.I.G., alors artiste montant de la scène hip-hop. Pendant les premières années, Harrell signe le groupe de rap Heavy D and The Boyz, et Al B Sure! En 1988, Harrell signe également Guy, un boys-band composé de Teddy Riley, créateur du genre appelé new jack swing.
En 1992, Uptown et MCA concluent un contrat de sept ans avec MCA Music Entertainment Group, Universal Pictures et Universal Television. Harrell, le fondateur du label, quitte la société en 1996 pour devenir CEO de Motown Records et Heavy D en devient alors le président et le CEO. La même année, le label publie la compilation Uptown Records Block Party, Vol. 1. Toujours en 1996, Uptown est vendu à Universal Records. À la suite de ceci, beaucoup de ces artistes, à l'exception de Monifah et de Soul For Real, sont transférés dans la liste de MCA. À la fin des années 1990, Uptown Records devient de plus en plus inactif et cesse de produire. Le label fait désormais partie intégrante du groupe Universal Motown Records Group mais n'a pas recommencé à produire.
En 2015, l'exécutif de Def Jam et Uptown Records, Pastor James E. Jones alias PJ, meurt le 22 février, près d'Atlanta, en Géorgie.

## Artistes
- Al B. Sure!
- Christopher Williams
- Father MC
- Finesse and Synquis
- Guy
- Heavy D and the Boyz
- Horace Brown
- Jeff Redd
- Jodeci
- Little Shawn
- Lost Boyz
- Mary J. Blige
- McGruff
- Monifah
- Soul for Real
- The Gyrlz